# Provincia de Mesina
La provincia de Mesina (en italiano, Provincia di Messina) fue una provincia de la región de Sicilia, en Italia. Su capital era la ciudad de Mesina. Limita al oeste con la provincia de Palermo y al sur con la provincia de Enna y la provincia de Catania y al noreste con el estrecho de Mesina que la separa de la provincia de Regio de Calabria en la región del mismo nombre.
Poseía un área de 3247 km² y una población total de 661.708 hab. (2001). Había 108 municipios en la provincia (fuente: ISTAT, véase este enlace).
El 4 de agosto de 2015 fue reemplazada por la ciudad metropolitana de Mesina, conforme a la Ley 15/2015 de la región de Sicilia.